# Perdita divaricata
Perdita divaricata är en biart som beskrevs av Timberlake 1968. Perdita divaricata ingår i släktet Perdita och familjen grävbin. Inga underarter finns listade i Catalogue of Life.